# Støverjagt
 For alternative betydninger, se Støverjagt (film).
Støverjagt er en jagtform, hvor en jagthund af gruppen af støvere, som f.eks. en drever, driver vildtet frem. Støveren driver langsomt, og får ofte drevdyret til at bugte. Drevdyret passerer derved de samme steder flere gange, og det er netop dette aspekt som jægerne anvender til at placere sig i terrænet.